# Východní provincie (Saúdská Arábie)
Východní provincie je jedna z provincií Saúdské Arábie. Leží v historickém regionu Východní Arábie na východě země. Z hlediska rozlohy jde o největší saúdskoarabskou provincii. Východní provincie je navíc třetí nejlidnatější provincie v zemi po Provincii Mekka a Provincii Rijád, když zde v roce 2022 žilo 5 125 000 obyvatel. Své jméno provincie získala čistě na základě své geografické polohy v rámci země. Asi třetina obyvatel provincie žije v metropolitní oblasti města Dammám (do jeho metropolitní oblasti spadají mj. města Al-Chubar a Dahrán), které je čtvrtým nejlidnatějším městem v zemi a zároveň hlavním městem Východní provincie.
Vzhledem ke své poloze na pobřeží Perského zálivu a relativní blízkosti k dalším zemím Blízkého východu je region vyhledávanou turistickou destinací; s Bahrajnem dokonce sdílí společný most. Provincie sousedí vedle saúdskoarabských provincií Rijád, Severní hranice, Nadžrán, Al-Qassím a Háíl také se státy Kuvajt a Irák ve své severní části a Omán a Jemen v jižní části. V provincii se nachází několik míst, na kterých probíhá těžba ropy.